# 馬曼婷
謝巴娜·馬穆德，KC（1980年9月17日—），英國工黨籍政治人物，自2024年起擔任司法大臣兼大法官。她自2010年起擔任伯明翰萊迪伍德選區國會議員。她曾在2010年至2024年間在文立彬、夏雅雯和施紀賢麾下擔任多個影子國務大臣和影子內閣職位。
馬曼婷在2002年於牛津大學林肯學院取得乙等一級榮譽法學士學位，及後在翌年透過獎學金於律師學院法學院（Inns of Court School of Law）完成大律師執業課程。她在2010年大選中代表工黨出選伯明翰萊迪伍德選區並當選，與魯沙納拉·阿里（Rushanara Ali）和亞斯明·庫雷希（Yasmin Qureshi）一同成為英國首批女性穆斯林國會議員。
在2015年大選中，馬曼婷獲擢升至影子內閣，在夏雅雯影子內閣擔任影子財政部首席秘書。在郝爾彬當選工黨黨魁後，馬曼婷辭去影子財政部首席秘書一職，並拒絕在郝爾彬影子內閣任職。她亦在翌年黨魁選舉中支持歐文·史密斯。在施紀賢就任黨魁後，馬曼婷在2021年重返影子內閣，擔任全國競選活動協調員，其後在2023年轉任影子司法大臣兼大法官。
隨著工黨勝出2024年大選，馬曼婷獲首相施紀賢任命為司法大臣兼大法官。

## 生平

### 早年生涯
馬曼婷在1980年9月17日生於伯明翰，父母均為巴基斯坦裔英國人。她因父親工作的關係曾在1981年至1986年間居於沙特阿拉伯。回英後入讀小希思學校（Small Heath School）和英皇愛德華七世營山女子學校（King Edward VI Camp Hill School for Girls）。
馬曼婷的父親回英後曾擔任當地工黨支部主席，她亦有協助他在地方選舉的競選活動。她接受訪問時表示政治「一直是她生活的一部份」。
馬曼婷在牛津大學林肯學院修讀法律，並曾在在學期間擔任學院本科公共休息室主席。她在2002年獲得乙等一級榮譽學位。
馬曼婷在2002年取得文學士學位畢業後，在翌年透過格雷律師學院獎學金修讀律師學院法學院大律師執業課程。她及後成為專長為有關專業索償的法律的執業大律師，其曾在2003年至2004年間和2004年至2007年間分別在國王長櫈徑（King's Bench Walk）12號和貝里曼斯蕾絲瑪爾（Berrymans Lace Mawer）任職。

### 國會生涯

#### 初入國會及擠身前座
因應時任伯明翰萊迪伍德選區國會議員商麗雅（Clare Short）決定不再在2010年大選中尋求連任，馬曼婷與當區地方議會議員伊馮·莫斯基托（Yvonne Mosquito）角逐該區的工黨提名。馬曼婷在該區支部成員投票中以118票擊敗獲得99票的莫斯基托。
在2010年大選中，馬曼婷以55.7%的得票及10,105票多數票當選為伯明翰萊迪伍德選區國會議員，並與魯沙納拉·阿里和亞斯明·庫雷希一同成為英國首批女性穆斯林國會議員。作為官方反對黨成員，馬曼婷曾在文立彬麾下擔任多個影子國務大臣職位，包括影子監獄事務國務大臣、影子高等教育事務國務大臣和影子財政部財政秘書等。
2015年大選後，馬曼婷晉身影子內閣，委任為影子財政部首席秘書。她也是顧綺慧競逐工黨黨魁時的競選委員會聯席主席。

#### 返回後座
隨著郝爾彬在2015年11月當選黨魁，馬曼婷因在經濟政策上與他存在嚴重分歧而辭去影子財政部首席秘書一職。
2016年1月，馬曼婷當選工黨全國執行委員會國會工黨代表，並在7月獲得連任，及後曾被獲邀加入郝爾彬影子內閣但被拒絕。2016年11月，馬曼婷成為工黨國家政策論壇（National Policy Forum）副主席。她在2016年工黨黨魁選舉中支持施安偉。
工黨在2019年大選失利後，馬曼婷獲智庫組織工黨一起（Labour Together）邀請成立一個檢討工黨選舉表現的委員會。

#### 重返前座
施紀賢當選工黨黨魁後，馬曼婷在2021年5月重返影子內閣，擔任工黨全國競選總監。《衛報》的彼得·沃克引述2023年黨內提供的數據視馬曼婷和工黨競選總監摩根·麥克斯威尼（Morgan McSweeney）為改進工黨競選活動的兩大關鍵人物。
馬曼婷其後在2023年9月轉任影子司法大臣。她亦在同月獲《新政治家》雜誌選為英國最具影響力的左翼人物的第十二名。

### 司法大臣兼大法官
隨著工黨贏得2024年大選，馬曼婷獲首相施紀賢任命為司法大臣兼大法官，成為首位擔任該職的穆斯林，以及繼卓慧思後第二位擔任該職的女性。
在其獲任命一週後，她宣佈紓緩監獄擠壓的措施，並形容監獄內的情況猶如「隨時引爆的計時炸彈」。根據其計劃，部份在英格蘭和威爾斯已服刑四成刑期或以上的囚犯會獲釋。她表示會在2024年9月獲釋的囚犯會有數千人，並在其後18個月有更多人獲釋，並會每三個月向國會匯報進展。
在2024年英國騷亂後，馬曼婷承諾「會對暴徒和煽動他們的人全面執法」。她亦表示與騷亂有關的案件將影響英國司法系統多年。

## 個人生活
馬曼婷在2024年《星期日泰晤士報》加布里埃爾·波格倫德（Gabriel Pogrund）的訪問中被形容為一個「虔誠的穆斯林」。她在訪問中表示她的信仰是她的核心，亦是她投身公共事務的動力，並指其信仰影響其對「怎樣生活」和「怎樣看待人生」的理解。

## 外部連結
- 官方網站 （页面存档备份，存于）
- 英国的個人檔案
- 公鞭記載的投票紀錄
- TheyWorkForYou記載的紀錄
- 紀錄的個人檔案
- C-SPAN內的頁面（英文）